# Safi Adine de Ardabil
O xeque Safi Adine de Ardabil (1252 - 1334; em persa: شیخ صفی‌الدین ابوالفتح اسحاق اردبیلی ; romaniz.: Sheikh Safi al-Din Abu al-Fattah Ishaq Ardebili ; em curdo: Safiyedînê  Erdebîlî), epônimo da dinastia safávida, foi o herdeiro espiritual e genro do grande xeque Zahed Gilani, da cidade de Lahijan, província de Guilão, no norte do Irã. 
De origem obscura, Safi al-Din  era, possivelmente, de ascendência iraniana ou curda, e seu nome, Ardebili, indica proveniência da cidade de Ardabil. Seguidor do sunismo de rito Shafi'i, numa época de  sincretismo e grande efervescência religiosa,  a maior parte do que se sabe sobre ele vem do Safvat as-safa, uma hagiografia completada em 1358, escrita por  Ibn al-Bazzaz al-Ardabili, discípulo do xeque Sadr-al-Din Ardabili, o filho e sucessor de Safi al-Din. 